# Grand Theft Auto: Liberty City Stories
Grand Theft Auto: Liberty City Stories är det sjunde spelet i spelserien Grand Theft Auto. Man spelar som Toni Cipriani (känd från GTA 3). Spelet släpptes år 2005 till Playstation Portable (PSP) men sålde inte så många exemplar vilket medförde att Rockstar Games bestämde sig för att även göra en version till Playstation 2. Denna släpptes 23 juni 2006. En uppdaterad HD-version av spelet släpptes även för mobila enheter med operativsystemen iOS, Android och Fire OS den 17 december 2015, 11 februari 2016 respektive 10 mars 2016.

## Handling
Efter att Toni utfört några mord för sin familj, Leones, räkning går han under jorden. När han sedan vågar sig tillbaka till Liberty City så möts han med öppna armar av Leones ledare, Salvatore Leone. Tony kommer snabbt tillbaka till sin vanliga roll som springpojke åt Leone.